# Splog
Un splog es un blog creado con el único fin de promocionar sitios web afiliados, mejorar la posición de los mismos ante los buscadores, para publicar únicamente avisos publicitarios que pagan por cantidad de visitantes.
El contenido de estos blogs es generalmente texto escrito específicamente para obtener mayores ganancias con AdSense o también textos copiados desde otros sitios web.

## Splog como neologismo
El término splog es un neologismo que viene de contraer la expresión spam blog del idioma inglés.
La expresión se popularizó alrededor de agosto de 2005 cuando fue usada públicamente por Mark Cuban, pero aparentemente había sido usada ya algunas pocas veces en el año 2003.

## Problemas
Los splogs se han convertido en un problema mayor en los servicios de alojamiento gratuito de blogs, como el servicio Blogger de Google. Se estima que allí, tres de cada cinco blogs son en realidad splogs. Estos blogs falsos desperdician espacio en los discos duros y ancho de banda así como también contaminan los resultados de los buscadores en Internet, perjudicando especialmente a los buscadores especializados en blogs.
El buscador de Google utiliza el algoritmo PageRank, que es muy vulnerable al abuso de enlaces para asociar un término con un sitio web (véase Google bomb, especialmente cuando estos aparecen en sitios con un índice de PageRank alto. 
Los splogs pueden convertirse en un obstáculo para las personas que buscan información en los blogs. A veces, los splogs escogen un nombre similar al de un blog de buena reputación para confundir al visitante casual.
Los splogs también pueden convertirse en un problema para los auténticos autores de blogs si los buscadores intentan solucionar el problema bloqueando o marcando como sospechosos todas los sitios web bajo un dominio de Internet particular, como .info o .net.

## Abuso de feeds
Los blogs que publican sus artículos completos en feeds suelen ser víctimas de los splogs; estos últimos copian los artículos para volver a publicarlos.

## Defensa
Se han creado varios servicios en donde se pueden reportar los splogs; la finalidad es ofrecer la lista conformada a los responsables de los buscadores para que puedan excluir estos sitios de los resultados de búsqueda.
Splog Reporter fue el primer servicio de este tipo [cita requerida]. Luego apareció SplogSpot que mantiene una lista de splogs accesible desde su sitio web y también via APIs.
Existe un plugin para WordPress llamado Feed Copyrighter que permite agregar automáticamente información sobre el copyright a los artículos publicados a través de feeds; de esta manera los splogs pueden ser fácilmente identificados por el visitante casual.
Existe también TrustRank, que busca identificarlos de manera automática.
Blogger ha implementado un sistema que permite detectar splogs y obliga a sus autores a superar un captcha. Blogger borró cientos de splogs en septiembre de 2005
Desde 2011 existe el proyecto WangGuard, el cual identifica a usuarios Sploggers (usuarios que se registran en blogs con el fin de publicar publicidad en estos), les verifica y evita que estos puedan registrarse en sitios. Es distribuido como plugin para Wordpress y BuddyPress, pero puede ser implementado independientemente en cualquier sistema vía API.